# Скальфари, Эудженио
Скальфари, Эудженио (итал. Eugenio Scalfari; 6 апреля 1924, Чивитавеккья, Лацио — 14 июля 2022, Рим) — итальянский журналист, писатель, редактор издательств. Сооснователь журнала L'Espresso и основатель газеты La Repubblica.

## Биография
Родился 6 апреля 1924 года в Чивитавеккья.
Получил юридическое образование. В 1950 году начал журналистскую деятельность в Il Mondo.
После Второй мировой войны сблизился с Либеральной партией Италии, в 70-х годах — с социалистами.
В 1955 году вместе с Арриго Бенедетти основал первый в Италии еженедельник L`Espresso, специализировавшийся на расследованиях. Возглавлял его в период с 1963 по 1968 год.
В 1976 году основал газету La Repubblica, которой руководил до 1996 года. После того, как оставил руководство, продолжал вести там колонку и вплотную занялся написанием книг. Его первый роман — «Лабиринт» — был опубликован в 1998 году. В нём автор рассуждает о чувствах и разуме, о роли мысли в существовании человека и о контрасте между устремлениями и реальностью.
Умер 14 июля 2022 года в Риме.